# William James Asselstine
Pour les articles homonymes, voir Asselstine.
William James Asselstine  (1er juillet 1891-21 août 1973) est un homme politique canadien de la Colombie-Britannique. Il est député provincial libéral de la circonscription britanno-colombienne de Atlin de 1933 à 1945 et à titre de député créditiste de 1956 à 1960.

## Biographie
Né à Renfrew en Ontario, Asselstine étudie Verona (en) et à Sydenham (en). Lorsque éclate la Première Guerre mondiale, il participe en tant que membre du Corps expéditionnaire canadien. 
Asselstine sert dans le cabinet à titre de ministre des Mines, ministre du Commerce et de l'Industrie et ministre du Travail.